# دیوید ناتن
دیوید ناتن (انگلیسی: David Walsh Naughton؛ زادهٔ ۱۳ فوریهٔ ۱۹۵۱) هنرپیشه اهل ایالات متحده آمریکا است. وی از سال ۱۹۷۴ میلادی تاکنون مشغول فعالیت بوده‌است.

## گزیده فیلمشناسی
از فیلم‌ها یا برنامه‌های تلویزیونی که وی در آن نقش داشته‌است می‌توان به آثار زیر اشاره کرد.
- جنون نیمه‌شب (۱۹۸۰)
- گرگ‌نمای آمریکایی در لندن (۱۹۸۱)
- ساینفلد (۱۹۹۱)
- آینه، آینه ۳ (۱۹۹۵)
- بخش فوریت‌های پزشکی (مجموعه تلویزیونی) (۲۰۰۱)
- اتاق کابوس (۲۰۰۱)
- غیب‌گو (مجموعه تلویزیونی) (۲۰۰۹)
- عشق بزرگ (۲۰۱۰)
- منتالیست (۲۰۱۱)
- آناتومی گری (مجموعه تلویزیونی) (۲۰۱۳)
- داستان ترسناک آمریکایی (۲۰۱۵)